# Telacanthura melanopygia
Telacanthura melanopygia е вид птица от семейство Бързолетови (Apodidae).

## Разпространение
Видът е разпространен в Габон, Гана, Камерун, Демократична република Конго, Република Конго, Кот д'Ивоар, Либерия, Нигерия, Сиера Леоне и Централноафриканската република.